# 1822 en Italie
Chronologie de l'Italie
- 1818
- 1819
- 1820
- 1821
- 1822
- 1823
- 1824
- 1825
- 1826

## Événements

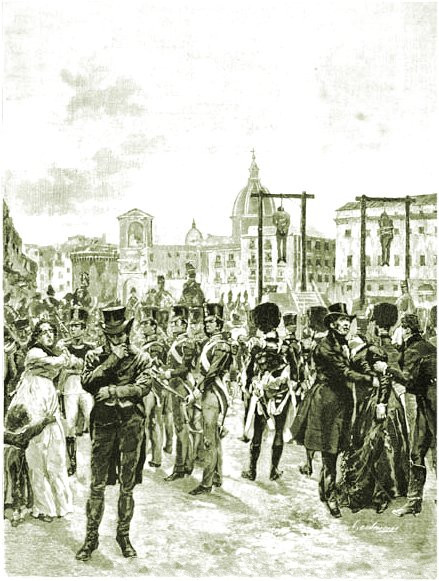
Michele Morelli et Giuseppe Silvati sont pendus.

- 12 septembre : exécution à Naples des carbonari Michele Morelli et Giuseppe Silvati, les deux auteurs principaux de l'insurrection dans le royaume des Deux-Siciles de 1820[1].

- 20 octobre : début du congrès de Vérone, ultime volet, après Carlsbad, Troppau et Laybach, d'une série de conférences internationales inaugurant la « politique des congrès » de la Sainte-Alliance et parachevant la politique anti-libérale en Europe mise en place à la suite du congrès de Vienne[2].
- 7 novembre : homicide de Saverio Marincola par les frères Cesare De Nobili. Début de l'affaire De Nobili[3].

## Culture

### Opéras créés en 1822
- 4 février : La zingara (La Bohémienne) , opéra semiseria (melodramma semiserio) en deux actes de Gaetano Donizetti, livret d'Andrea Leone Tottola, créé au Teatro Nuovo de Naples.
- 12 mars : L'esule di Granata (L'Exilé de Grenade), opéra de Giacomo Meyerbeer, livret de Felice Romani[4]créé au Teatro alla Scala de Milan ;
- 8 avril : La dama locandiera ossio l'albergo dei pitocchi, opéra (melodramma giocoso) de Giuseppe Mosca, livret de Luigi Romanelli, créé au Teatro alla Scala de Milan

- La poetessa errante, opéra (melodramma semiserio) en deux actes de Giuseppe Mosca, livret de Giuseppe Palomba, créé au Teatro Nuovo de Naples.

## Naissance en 1822
- 16 décembre : Giambattista Bottero, médecin, journaliste et homme politique. († 16 novembre 1897)
- 27 décembre : Michele Rapisardi, peintre. († 19 décembre 1886)

## Décès en 1822
- 13 mars : Giuseppe Venita, 77 ans, patriote de l'Unité italienne, l'un des plus valeureux meneurs des mouvements carbonari en Basilicate. (° 19 mars 1744)
- 19 mars : Francesco Fontana, 71 ans, religieux, membre de l'ordre des Barnabites, cardinal, créé par le pape Pie VII, qui fut notamment préfet de la Congrégation de l'Index et préfet de la Congrégation pour la Propaganda Fide. (° 28 août 1750)
- 12 septembre : Michele Morelli, 30 ans, militaire et patriote de l'Unité italienne, compagnon de Giuseppe Silvati et de Luigi Minichini, lors de l'insurrection dans le Royaume des Deux-Siciles de 1820. (° 12 janvier 1792
- 6 octobre : Domenico Cotugno, 86 ans, médecin, chirurgien et anatomiste, membre de l'Académie nationale des sciences. (° 29 janvier 1736).

#### Articles généraux
- L'année 1822 dans le monde
- 1822 aux États-Unis, 1822 au Canada
- 1822 en France, 1822 en Belgique.